# Uromastyx macfadyeni
Uromastyx macfadyeni is een doornstaartagame (Uromastyx) uit de familie agamen (Agamidae).

## Naam en indeling
De wetenschappelijke naam van de soort werd voor het eerst voorgesteld door Hampton Wildman Parker in 1932. Later werd de naam Uromastix ocellatus gebruikt.

## Verspreiding en habitat
De hagedis komt voor in delen van Afrika en leeft endemisch in het noordwestelijke deel van Somalië in de regio Woqooyi-Galbeed.
De habitat bestaat uit droge omgevingen met een rotsige ondergrond. De hagedis is aangetroffen op een hoogte van ongeveer 50 tot 500 meter boven zeeniveau.

## Beschermingsstatus
Door de internationale natuurbeschermingsorganisatie IUCN is de beschermingsstatus 'veilig' toegewezen (Least Concern of LC).